# تليلهوا
تليلهوا (بالإنجليزية: Tlilhua)‏ في أساطير الأزتيك، هو روح أو إله ثمل من السكر. اسمه يعني «صاحب الحبر الأسود» وهو واحد من أربعمائة أرواح أو آلهة طفيفة من السكارى تسمى سنتوزون توتوكتين (الأرانب أربعمائة) من أبناء ماياهويل، الذين تم تعبدهم تحت شكل أرنب.